# Leistenlymphknoten
Als Leistenlymphknoten (Nodi lymphoidei [Nll.] inguinales, Lymphonodi [Lnn.] inguinales) bezeichnet man die Lymphknoten in der Leistengegend. Man unterscheidet zwei Gruppen dieser Lymphknoten, die oberflächlichen und tiefen Leistenlymphknoten.

## Oberflächliche Leistenlymphknoten
Die oberflächlichen Leistenlymphknoten (Nodi lymphoidei inguinales superficiales, Lnn. inguinales superficiales) liegen unter der Haut im Bereich des äußeren Leistenrings im Fettgewebe der Unterhaut. In der Tieranatomie werden sie zusammen mit den Kniefaltenlymphknoten dem oberflächlichen Leistenlymphzentrum (Lymphocentrum inguinofemorale oder inguinale superficiale) zugeordnet.
Die durch diese Lymphknoten strömende Lymphe stammt bei männlichen Tieren vor allem aus dem Penis und Hodensack (Scrotum), bei weiblichen Tieren aus den Leistenanteilen der Milchdrüse (Mamma) (Euter bzw. inguinale Mammarkomplexe) und aus den angrenzenden Hautbezirken. Daher werden die Lnn. inguinales superficiales auch als Lnn. scrotales bzw. Lnn. mammarii bezeichnet.

## Tiefe Leistenlymphknoten
Die tiefen Leistenlymphknoten (Lnn. inguinales profundi oder iliofemorales) zeigen bei den einzelnen Säugetieren eine unterschiedliche Lage. Sie liegen meist an der Arteria femoralis, bei Pferden im Schenkelspalt, bei Hunden und Katzen noch innerhalb der Bauchhöhle. Bei Rindern liegen die tiefen Leistenlymphknoten weiter rückenwärts an der Arteria iliaca externa. Beim Menschen wird der oberste, größte und konstante dieser Lymphknoten als Rosenmüller-Lymphknoten (nach Johann Christian Rosenmüller) bezeichnet.
Die Lymphe stammt aus der Bauchwand, dem Oberschenkel, Harnblase sowie Gebärmutter und Eileiter bzw. Processus vaginalis und Musculus cremaster.